# Sex.com
Sex.com è un nome di dominio di un sito web registrato nel 1994 al centro di una serie di controversie legali che si sono protratte per più di 19 anni. Attualmente è di proprietà della Clover Holdings LTD.
Sulla vicenda di sex.com sono stati scritti due differenti libri, Sex.com del giornalista Kieren McCarthy (Quercus, 2007) e The Sex.Com Chronicles dell'avvocato Charles Carreon (BookSurge Publishing, 2008).

## Storia
Il sito venne registrato nel 1994 da Gary Kremen con Network Solutions, ed in seguito passò in mano all'affarista Stephen M. Cohen, ma vi fu una vertenza legale tra i due che durò cinque anni e che vide la sentenza favorevole a Kremen nel novembre 2000, con un risarcimento di 65.000 dollari. Nel 2003 Kremen citò in giudizio Network Solution, diventata allora VeriSign.
Nel 2006 il dominio venne venduto per 14 milioni di dollari ad Escom LLC, ma nel 2010 questa non riuscì a far fronte ai debiti contratti dalla società DOM Partners LLC; sex.com venne allora messo all'asta con una base di partenza di 1 milione di dollari, nonostante comunque possibili implicazioni di ritorno finanziario in quanto legate all'allora proposta del dominio simile .xxx. L'asta, prevista per il 18 marzo 2010, venne bloccata poiché i creditori della società rifiutarono di vedere il dominio liquidato, presentando istanza di fallimento per l'azienda.
Sedo, l'azienda incaricata della vendita, ha comunicato nell'autunno 2010 che il dominio è stato venduto per 13 milioni di dollari. Cifra record che fa di Sex.com il dominio più costoso di tutti i tempi. Le trattative di cessione del dominio sono state accompagnate da una procedura di insolvenza. La vendita include anche i marchi e i loghi legati al dominio. L'ultimo acquirente, la Clover Holdings LTD, è una società che ha sede nell'arcipelago caraibico di Saint Vincent e Grenadine con un indirizzo email ufficiale legato ad un servizio di privacy.